# Planops
Il planope (gen. Planops) è un mammifero xenartro estinto, appartenente ai pelosi. Visse nel Miocene inferiore (circa 17-16 milioni di anni fa) e i suoi resti fossili sono stati ritrovati in Sudamerica.

## Descrizione
Questo animale poteva raggiungere i due metri di lunghezza e il solo cranio era lungo circa 25 centimetri. Planops possedeva un muso lungo e stretto, ben distinto da quello di altri animali simili come Hapalops (di taglia minore). Rispetto a quest'ultimo, Planops possedeva un palato meno convesso, anche se la dentatura (composta da elementi piuttosto piccoli e cilindrici) era ancora simile a quella di Hapalops. Era presente un piccolo diastema. 
Planops possedeva una corporatura più massiccia rispetto a quella di Hapalops. Al contrario di forme successive come il ben noto Megatherium, tibia e perone erano separati. Il femore aveva già acquisito una forma rettangolare ma era molto meno largo di quello di Megatherium. L'astragalo, benché di taglia ridotta, aveva già una forma che preannunciava quello dei grandi megateri successivi.

## Classificazione
Descritto per la prima volta da Florentino Ameghino nel 1887, il genere Planops è noto per alcune specie i cui fossili provengono da terreni del Miocene dell'Argentina. Tra le specie note si ricordano Planops longirostratus, P. obesus e P. magnus.
Planops è un rappresentante basale del gruppo dei Megatheriidae, che svilupparono forme gigantesche nel corso della loro successiva evoluzione. Inizialmente visto come un diretto antenato di Megatherium, più di recente Planops è stato considerato come un rappresentante di un ramo collaterale estintosi presto.